# Musée des Augustins (Hazebroek)
Het Musée des Augustins (Museum der Augustijnen) is een gemeentelijk kunstmuseum in de Frans-Vlaamse stad Hazebroek, gelegen aan de Rue des Augustins 5 , in het Franse Noorderdepartement. 

## Geschiedenis
Het museum werd opgericht in 1927 onder impuls van pastoor, burgemeester en volksvertegenwoordiger Jules Lemire. In zijn woning is na zijn dood het Musée de l'Abbé Lemire ondergebracht. Hij liet het voormalige augustijnenklooster uit 1616 omvormen tot een kunstmuseum. Ook de bibliotheek van het Comité flamand de France kreeg een plaats in het gebouw.

## Gebouw
Het 17e-eeuwse kloostergebouw, in Vlaamse renaissancestijl met reeds overgangselementen naar de barok, is U-vormig. Rond het binnenplein geopend naar de Place Georges Degroote liggen een westelijke vleugel met trapgevel en een oostelijke met volutengevel. De kloostergang maakt deel uit van het museale parcours.

## Collectie
Een belangrijke focus van het museum zijn Vlaamse meesters uit de 16e en 17e eeuw, met werk uit de ateliers van Rubens, Van Dyck en Teniers. Er hangt een Martelaarschap van Sint-Sebastiaan uit het atelier van Antoon van Dyck en een Pan en Syrinx van Peter Paul Rubens en Jan Wildens. Frans Francken (II) is vertegenwoordigd met een markttafereel en een Sabijnse maagdenroof. 
Een andere sectie toont Franse schilders uit de 19e en 20e eeuw (het academisme van William-Adolphe Bouguereau, de School van Barbizon met Théodore Rousseau). Ook lokale schilders komen aan bod: Lucien Jonas maakte een muurschildering over De val van de tiran en aan César Pattein is een zaal gewijd.
Een galerij van het museum is ingeruimd voor de kerkschat van de lokale Sint-Elooiskerk. Naast religieuze smeed- en beeldhouwkunst gaat het om schilderijen (een boschiaanse De verzoeking van Sint-Antonius toegeschreven aan Marcellus Coffermans, een Sint-Augustinus van Alonso López de Herrera).
De volkskundige afdeling toont een gereconstrueerde Vlaamse keuken met koper-, aarde- en tinwerk. Ook de lokale reuzen zijn er te zien (Roland van Hazebroek van zijn familie: Tisje Tasje en Toria (1947), Babe Tisje en Zoon Tisje).